# Joyero (mueble)

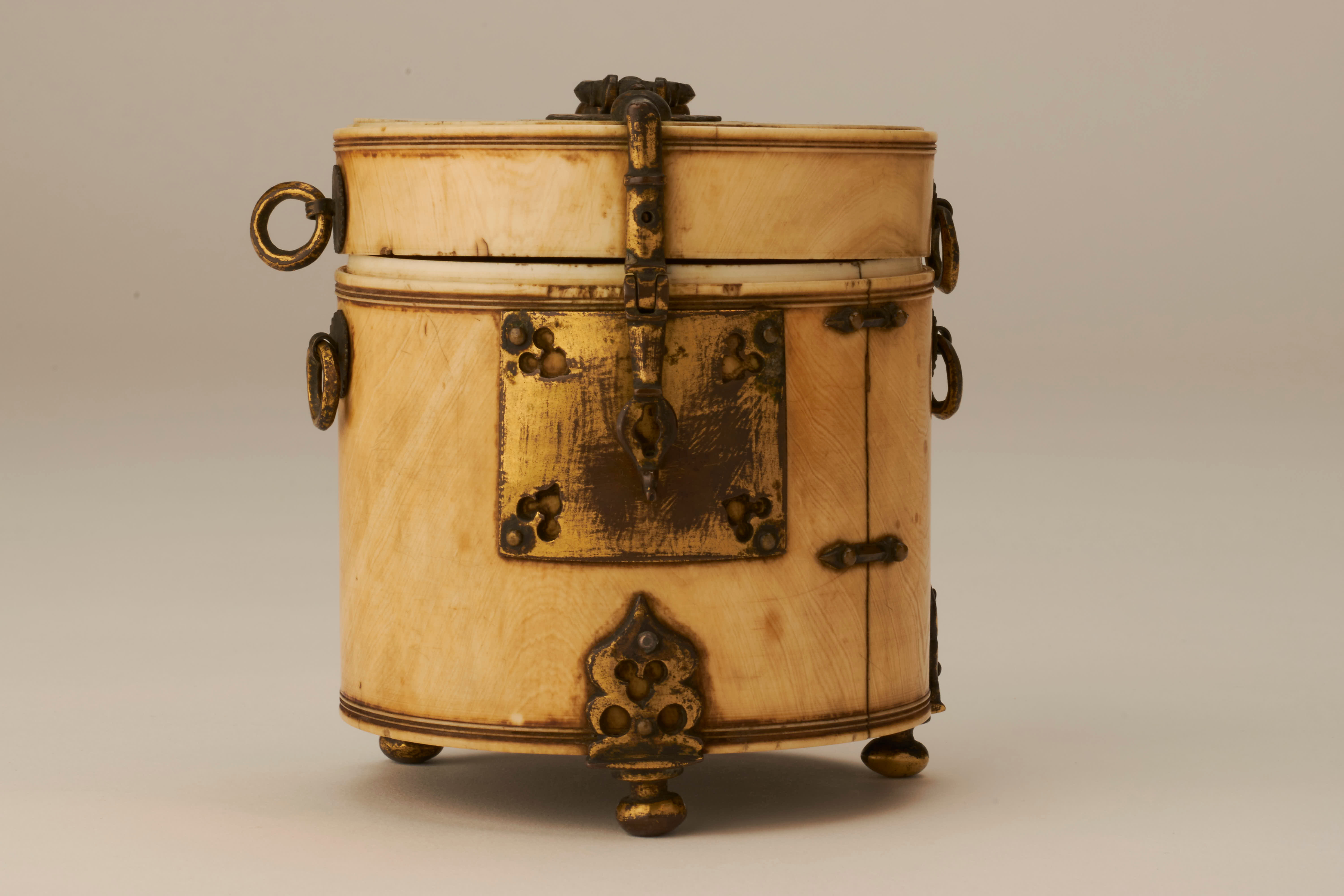
Joyero cilíndrico de eburno, siculoárabe, Museo de la caza

Un joyero  o alhajero es un contenedor que generalmente es más pequeño que un cofre, y es común que estén fuertemente ornamentados, particularmente los más antiguos.

## Historia

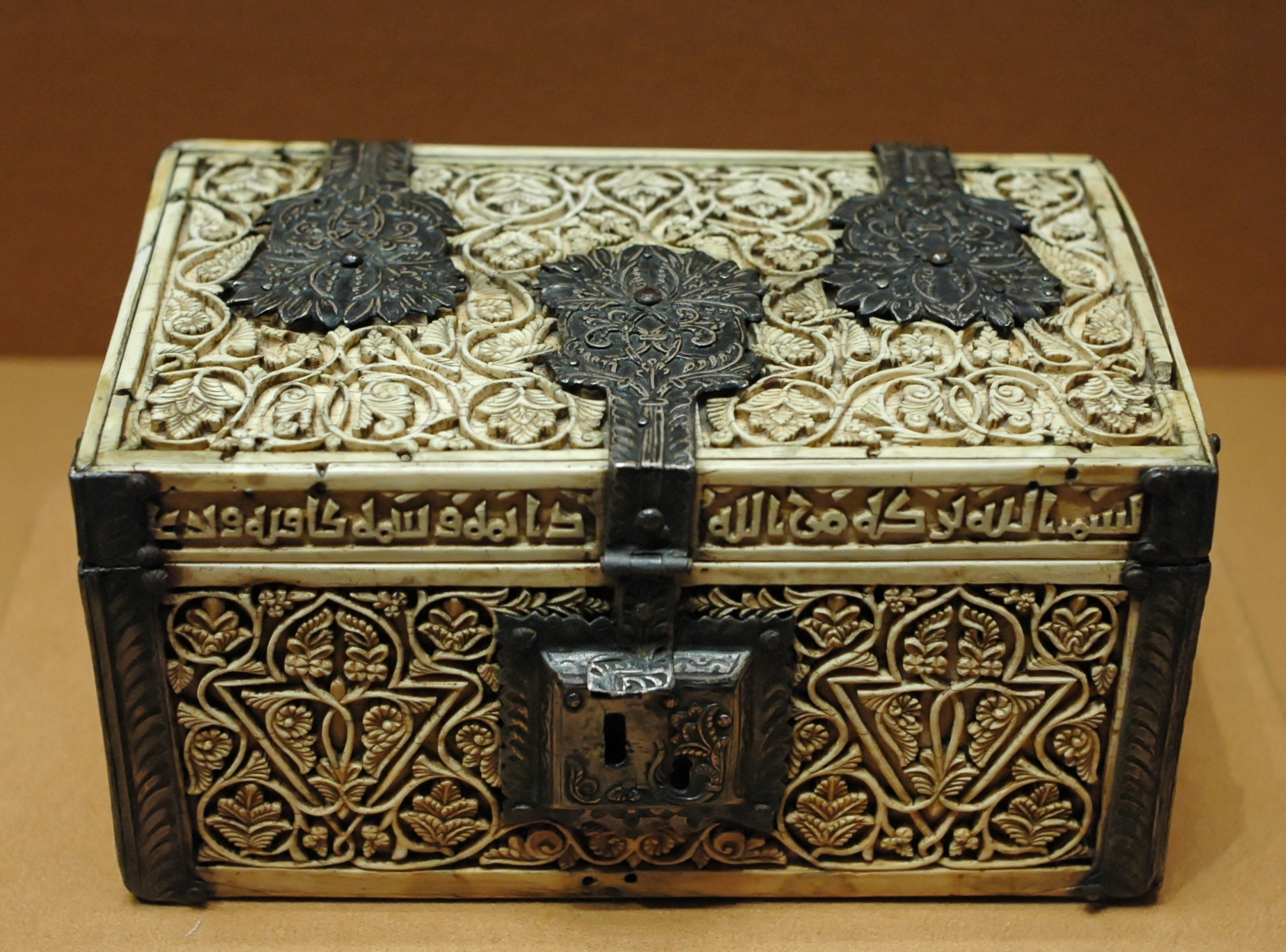
Un joyero de eburno, madera con decoración tallada y plata grabada.

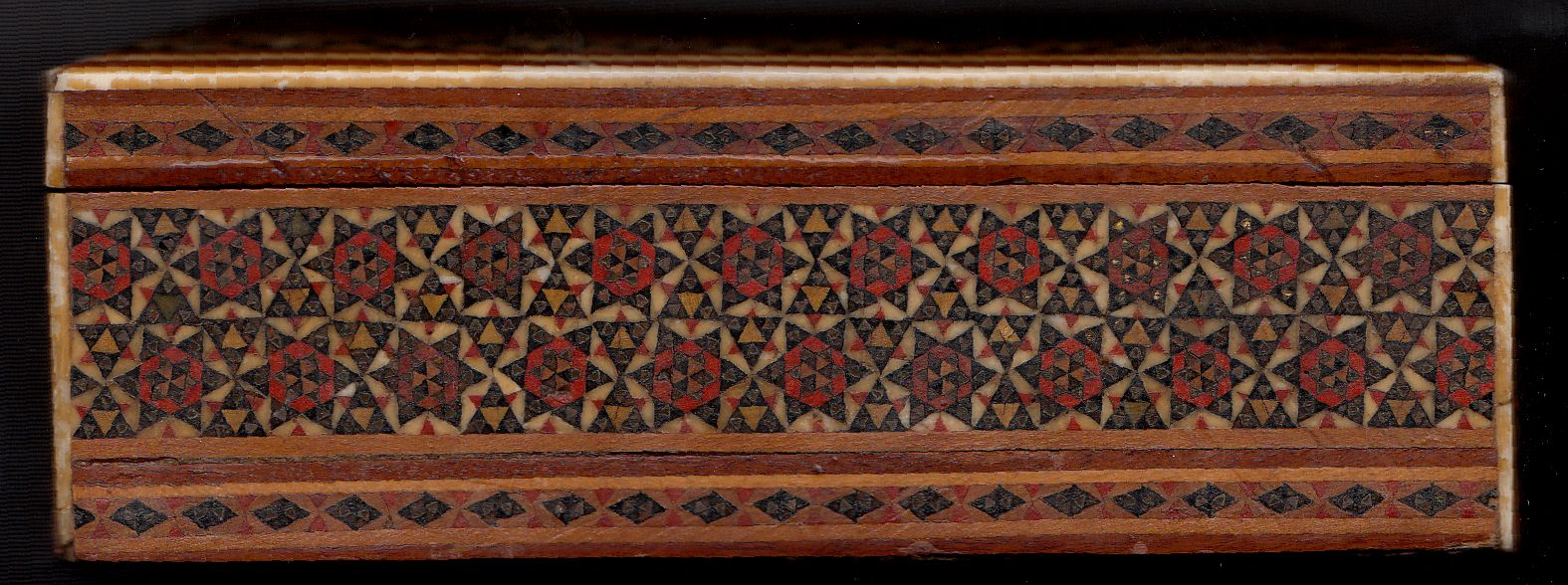
Incrustación (eburno, sándalo rojo, cobre) en el lateral de un joyero de estilo oriental.

En los últimos tiempos, son mayoritariamente receptáculos para bisutería y joyas, pero en períodos anteriores, cuando otros tipos de contenedores eran más raros, y la cantidad de documentos en poder de la persona típica era mucho menor, se usaban para guardar documentos importantes y muchos otros propósitos. Puede tomar una forma muy modesta, cubierta de cuero y forrada con satén, o puede alcanzar las proporciones monumentales de los gabinetes de joyas que se hicieron para María Antonieta, uno de los cuales está en Windsor y otro en Versalles. Ambos fueron obra del ebanista Schwerdfeger.
Los joyeros se hacen a menudo en materiales preciosos, como oro, plata o eburno. Antiguamente, en el lejano oriente, los joyeros se elaboraban con madera y porcelana, y/o tapizados con seda.
Algunos ejemplos quedan de cómo fueron los joyeros en la Antigua Roma. El cofre Brescia del siglo IV, el cofre de Auzon del siglo VIII y el cofre Veroli del siglo XI al XI están todos elaborados en eburno tallado, un material popular para cajas de lujo hasta tiempos recientes. Las cajas que contienen reliquias se conocen como relicarios, aunque no todas se hicieron originalmente para este propósito. El châsse, con su característica forma de casa, fue muy común durante la Alta Edad Media, a menudo con esmaltado de Limoges, pero algunos también eran seculares.